# Скакун Бессера
Скакун Бессера (лат. Cephalota besseri) — вид жуков из подсемейства скакунов семейства жужелиц. Видовое название дано в честь
Вилибальда Готлибовича Бессера (1784—1842) — австрийского и русского ботаника и энтомолога, доктора медицины и профессора ботаники Киевского университета, члена-корреспондента (1835) Петербургской Академии наук.

## Описание
Жуки длиной 14—16 мм. Голова шире переднеспинки. Верхняя сторона тела ярко-зелёная, бока часто медно-красного цвета. Надкрылья с белым рисунком в виде перевязей. Глаза очень крупные. Ноги длинные, стройные. Жвалы серповидные, длинные, плоские, с крупными зубцами на внутреннем крае

## Ареал
Украина (Одесская, Херсонская, Днепропетровская области), Крым, юг Россия, западный и северный Казахстан.
В Крыму обитает в северном Присивашье и на севере Керченского полуострова, возможно и на других керченских солончаках. В Крыму и на юге Украине жуки обитают на умеренно засоленных участках побережий моря, солоноватых озер, лиманов, изредка в песчаных и полынно-типчаковоковилових степях.

## Биология
Жуки встречаются с конца мая до конца июля. Активны днем, преимущественно в жаркие часы дня. Жуки и их личинки — активные хищники, которые охотятся на пауков и насекомых (мелких прямокрылых, жесткокрылых, двукрылых). В погоне за добычей могут стремительно перелетать с места на место (дальность от нескольких десятков сантиметров до 4—6 метров). В случае опасности также взлетают, отлетая на расстояние до нескольких метров. Личинки живут в вертикальных норах, охотятся из засады — ловят пробегающих мимо нор насекомых и других членистоногих.

## Охрана
Включен в Красную книгу Украины (2009), а также в Красную книгу Крыма (2015). На Украине и в Крыму встречается редко, но в отдельные годы в некоторых биотопах является обычным видом. Снижение численности вида на указанных территориях происходит в результате уничтожения и сокращения естественных мест обитания вида в результате мелиорации.